# Abdrirahmaan Sheikh Muhiadiin Eli
Abdrirahmaan Sheikh Muhiadiin Eli, folkbokförd som Abdirahmaan Sheikh Muhiadiin, född 15 juni 1970 i Somalia, död 22 maj 2020 i Biskopsgårdens distrikt, Göteborg, var en svensk-somalisk imam, språklärare och samhällsdebattör.
Sheikh Abdirahman, som kom till Sverige 1995, var initiativtagare till en koranskola i Göteborg med sufiska inslag, där han strävade efter att ge en motvikt till den saudiarabiskt influerade wahabismen. Han var en framträdande imam i Göteborg och runtom i Sverige.
Han beskrivs som den imam som tog matchen mot extremismen. När ett gäng ungdomar anslöt sig till IS fanns han där och stöttade föräldrar som var i behov av rådgivning. I mars 2020 förlorade han en son, vilken hade blivit ihjälskjuten. Efter mordet ska fadern ha  uppmanat till lugn och vädjat om att ingen skulle hämnas hans sons död. 
Han arbetade under många år som språklärare på Bergsjöskolan i Göteborg. Abdrirahmaan Sheikh Muhiadiin Eli satt i den rådgivande gruppen som skapades när Mona Sahlin var nationell samordnare mot våldsbejakande extremism.
Han avled i sviterna av covid-19 i maj 2020.